# Google蜂鸟
Google蜂鸟（英語：Google Hummingbird）指的是2013年Google搜索更新后使用的一种新型算法，因速度快如蜂鸟、精确度高如蜂鸟一般而得名。这一算法最初于2013年9月26日公开，但在此之前一个月已经开始投入使用。“蜂鸟”算法更注重自然语言查询，结合了检索内容的上下文和含义，不再仅仅停留在按单个关键字进行检索。其还可以更进一步根据各个符合关键字的网页内容有效引导用户至最合适网页。
这一算法亦系Google搜索多年来最重大之变化，使搜索交互更加“人性化”，并且更注重人机交互的意义。自此之后，越来越多的网络开发人员开始着手研究使用自然语言而非强制关键字来检索的搜索引擎优化工作，同时也开始更有效地利用技术网络进行开发。

## 历史
2013年9月，Google在其新闻发布会上首次宣布了一种名叫“蜂鸟”的新型搜索算法；在此约一个月之前，这一算法已经投入使用。

## 特征功能
“蜂鸟”算法是自2010年“咖啡因”搜索架构升级以来谷歌搜索算法的首次重大更新，但仍仅限于改进信息的索引方式，并未对信息进行排序处理。时任Google搜索主管的阿米特·辛格尔在接受《搜索引擎王国》（Search Engine Land）采访时称，“蜂鸟”算法是自2001年他加入Google以来最明显的算法改进。与传统搜索算法专注于搜索查询中的每个关键字的特点不同，“蜂鸟”算法将不同单词的上下文结合起来进行检索，从而更好更全地显示更与检索关键字相匹配的页面。
“蜂鸟”算法旨在凭借搜索引擎理解关键字之间的关系的能力，使人机交互更加人性化。这一算法更加注重网页内容及其权威性，在使搜索结果与检索关键词更相近的同时，确保显示出的搜索结果的网站的准确性。

### 影响
“蜂鸟”算法的引进让搜索引擎优化的进程大幅加快；这一算法让网络开发人员在设计自己的网站时得以使用自然语言而非强制关键字。除此之外，这一算法也大幅提升了他们对技术网站功能的利用效率，如页面链接、页面元素（包括标题标签、 URL和HTML）等，进一步提高了开发者设计网站时的质量，同时一定程度上解决了相关内容重复的问题。在“蜂鸟”算法投入使用之前，Google一度将检索内容视为一长串关键字进行搜索；这导致搜索结果反映的普遍与用户输入的检索内容一致。“蜂鸟”算法投入使用后，Google搜索得以通过理解检索关键字的真正意图进行搜索。这一算法大幅提升了较长关键词的检索效率，同时也有效实现了搜索结果内容的优化。除此之外，同义词之间的转换也得到了明显优化；自此之后，Google的搜索结果内容更加与主题相关，且很少再出现没有列出带有确切短语或关键字之结果的情况。